# Francesco Morano
Francesco Morano (8 de junho de 1872, Caivano , Província de Nápoles - 12 de julho de 1968) foi um cardeal italiano da Igreja Católica Romana. Ele serviu como Secretário da Signatura Apostólica na Cúria Romana de 1935 até sua morte, e foi elevado ao cardinalato em 1959.

## Biografia
Nascido em Caivano , Província de Nápoles , Francesco Morano participaram do seminário em Aversa , e a Pontifícia Universidade Lateranense (de onde obteve seu doutorado em filosofia , teologia , e canônico e direito civil ), a Universidade Real (ganhando um doutorado e um ensino diploma em física ), e o Ateliê da Sagrada Congregação do Conselho (formando-se com um diploma de advogado da Cúria Romana ) em Roma. Foi ordenado ao sacerdócio em 10 de agosto de 1897 e depois terminou seus estudos em 1900. Antes de servir como oficial do Santo Ofício de 1903 a 1925, Morano tornou-se assistente do Observatório do Vaticano em 1900. Ele foi elevado à grau de Privy Chamberlain de Sua Santidade em 20 de julho de 1918.
Entrando na Cúria Romana como prelado referendário da Signatura Apostólica em 21 de abril de 1921, Morano se tornou um prelado votante do mesmo em 28 de dezembro de 1922. Ele foi nomeado auditor da Rota Romana em 30 de janeiro de 1925, e mais tarde Secretário da Assinatura Apostólica. em 20 de dezembro de 1935. O Papa João XXIII criou-o Cardeal Diácono de Santi Cosma e Damiano no consistório de 14 de dezembro de 1959. Morano era o mais antigo dos cardeais elevados naquela cerimônia.
Ele foi nomeado Arcebispo Titular de Fallaba em 5 de abril de 1962 e recebeu sua consagração episcopal em 19 de abril do Papa João, com os cardeais Giuseppe Pizzardo e Benedetto Aloisi Masella servindo como co-consagradores , na Basílica de Latrão . De 1962 a 1965, Morano participou do Concílio Vaticano II , durante o qual serviu como cardeal eleitor no conclave papal de 1963 que selecionou o papa Paulo VI .
Morano morreu na Cidade do Vaticano , aos 96 anos. Ele está enterrado em sua cidade natal, Aversa.